# Val (Radyňská vrchovina)

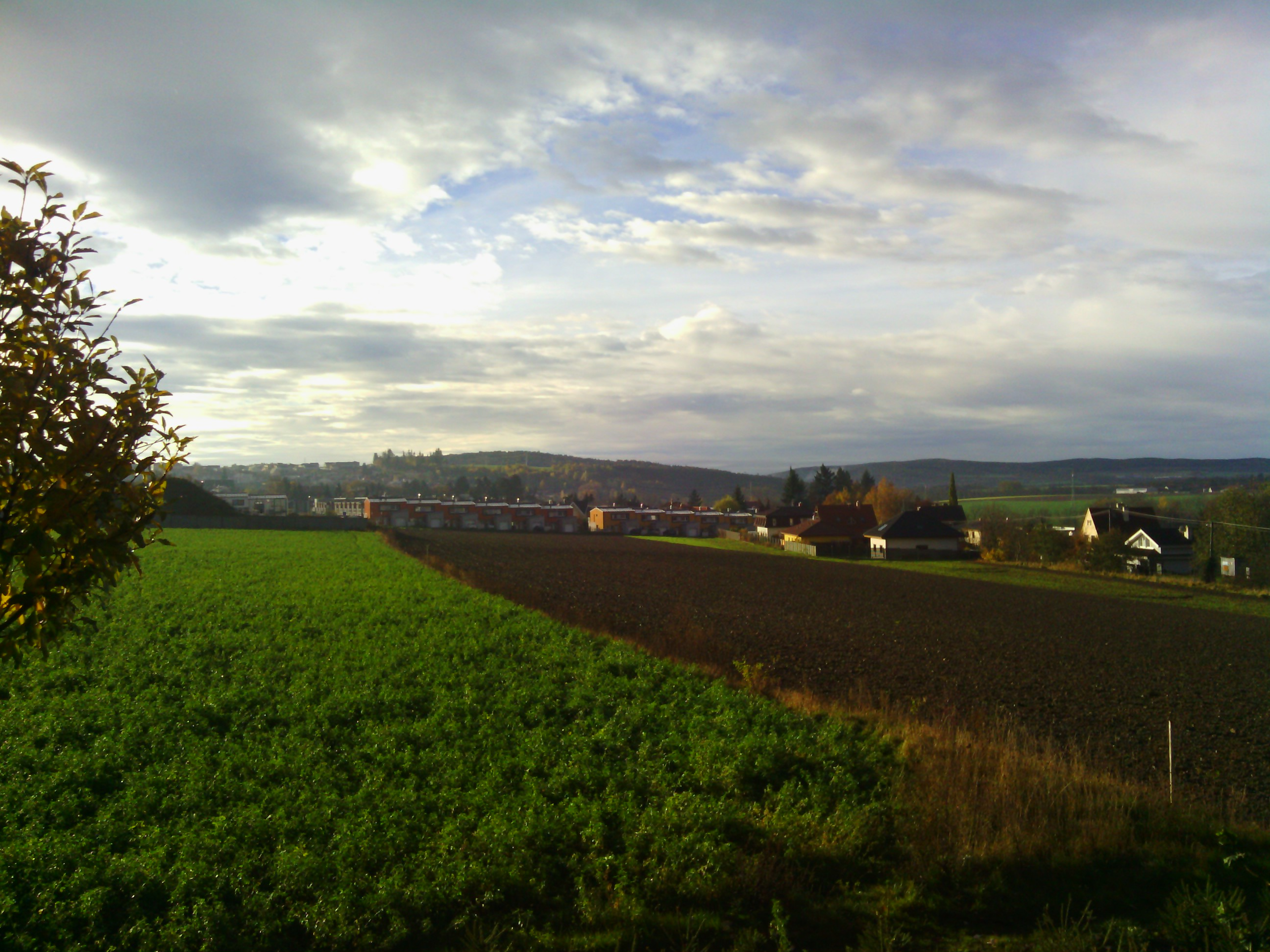
Pohled na Val od severu

Val (435 m n. m.) je jedním z nejvyšších vrcholů města Plzně. Někdy je nazýván nesprávně Valík, ačkoliv tento název spíše přísluší, i když neoficiálně vedlejšímu vrcholu (398 m n. m.) ležícímu asi 700 metrů jihozápadně nebo pro této oblasti obecně jako místní název. Dle označení Valík byl pojmenován i kopcem procházející dálniční tunel zprovozněný v roce 2006.

## Geologie
Vrchol Val je tvořen metabazaltem (spilitem), níže, převážně na západní straně směrem k řece Úhlavě fylitickými břidlicemi kralupsko-zbraslavské skupiny svrchního proterozoika, na severovýchodě pak vrchol tvoří sprašové hlíny pleistocénu, na jihovýchodě pak kvartérní deluviální hlinitokamenité a hlinitopísčité sedimenty. Na západním svahu se vyskytuje rovněž v severojižním směru žilný leukogranit, porfyr či porfyrit.

## Okolí
Na východním svahu býval spilitový lom, který byl na přelomu 60. a 70. let 20., století zavezen odpadky a popílkem z hrudkoven v Ejpovicích. Poblíž se nachází telekomunikační stožár společnosti Telefónica Czech Republic, a. s. Na západních svazích nad řekou Úhlavou byly již před 2. světovou válkou zakládány chaty, později se tato chatová oblast rozšířila i severním směrem.

## Přístup
Na vrchol přímo nevede cesta. Nejsnazší přístup je z východní strany. Prochází tudy ze severu asfaltová cesta od hřbitova v Černicích, která se stáčí u dálnice D5 k východu a končí u trafostanice vyústěním do silnice z Plzně-Černic do Štěnovic. Přístup k vrcholu je z této cesty možný podél lesa kolem z dálky viditelného telekomunikačního stožáru.

## Název
Název Val patrně odkazuje na protáhlý tvar svého vrcholu. V polovině 18. století je vrchol zkomoleně nazýván Ball Berg, později Na Valích. Na novějších mapách (zhruba od poloviny 19. století) je vrchol označován již Val.